# Craugastor podiciferus
Craugastor podiciferus is een kikker uit de familie Craugastoridae. De soort werd voor het eerst wetenschappelijk beschreven door Edward Drinker Cope in 1875. Oorspronkelijk werd de wetenschappelijke naam Lithodytes podiciferus gebruikt. Later werd de soort aan de geslachten Hylodes en Eleutherodactylus toegekend.
De soort komt voor in delen van Midden-Amerika en leeft in de landen Costa Rica en Panama. Craugastor podiciferus wordt bedreigd door het verlies van habitat.